# شارل إميل بيكار
شارل إميل بيكار (بالفرنسية: Charles Émile Picard), هو عالم رياضيات فرنسي.

## روابط خارجية
- شارل إميل بيكار على موقع الموسوعة البريطانية (الإنجليزية)